# Hermann Obrist
Hermann Obrist   (Kilchberg, 23 de maig de 1862 - Múnic, 26 de febrer de 1927) fou un escultor i artista tèxtil alemany del moviment modernista (Art Nouveau).

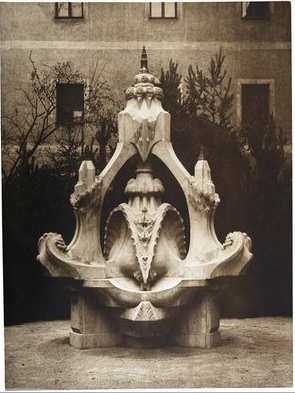
Una font per Obrist

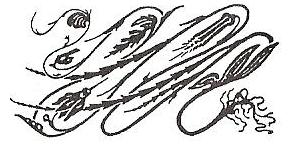
Una versió simplificada de Cyclamen

Va ser fill del Doctor Carl Kaspar Obrist, de Zúric, i d'Alice Jane Grant Duff, germana del polític britànic i estadista Mountstuart Grant Duff. Obrist estudià botànica i història en la seva joventut, la influència de les quals es pot percebre en la seva obra artística més tardana. Com a mestre, Hermann Obrist va exercir una influència important pel que fa al desenvolupament del modernisme a Alemanya. En 1902 Hermann Obrist i Wilhelm von Debschitz van fundar conjuntament una escola de disseny a Múnic, la qual va acollir alguns estudiants que més tard serien artistes il·lustres com ara Ludwig Hirschfeld Mack o Hans Schmithals.